# أنتوني بفسنر
أنتوني بفسنر (بالإنجليزية: Antoine Pevsner ؛ بالروسية: Антон Абрамович Певзнер ؛ 1886-1962) نحات بلاروسي، وأحد رواد المدرسة البنائية الروسية و الفن الحركي.

## السيرة المهنية
وُلد بفسنر بمدينة كليموفيتش، بلاروسيا في 30 كانون الثاني/ يناير 1886. وقد نال شهرة عالمية بسبب منحوتاته وتخصصه في النحت و الفن الحركي. توفي في باريس، فرنسا في 12 نيسان/ أبريل 1962 عن عمر يناهز 76 عامًا.

## المدرسة البنائية
كان للنحات لبفسنر تأثيرًا كبيرًا بظهور الحركة البنائية الروسية، حيث نشأت في هذه المدرسة ضمن نطاق الفنون أولاً، ثم امتدت إلى العمارة. وقد قام لفسنر بالإضافة إلى النحات نوم غابو بإصدار وثيقة فنية لهذه الحركة اُطلق عليها «الوثيقة الواقعية» عام 1920، ضمت خمس مبادئ أساسية مقتبسة من الأعمال المعتمدة على التقنية البنائية لرواد هذا التيار، مع التأكيد على أن النظام الفني الجديد سيؤدي إلى ظهور ونمو حضارة جديدة، وسيكون أيضًا أساسًا للفنون الأخرى لاعتماده قوانين حقيقية لواقع الحياة.

## أعماله

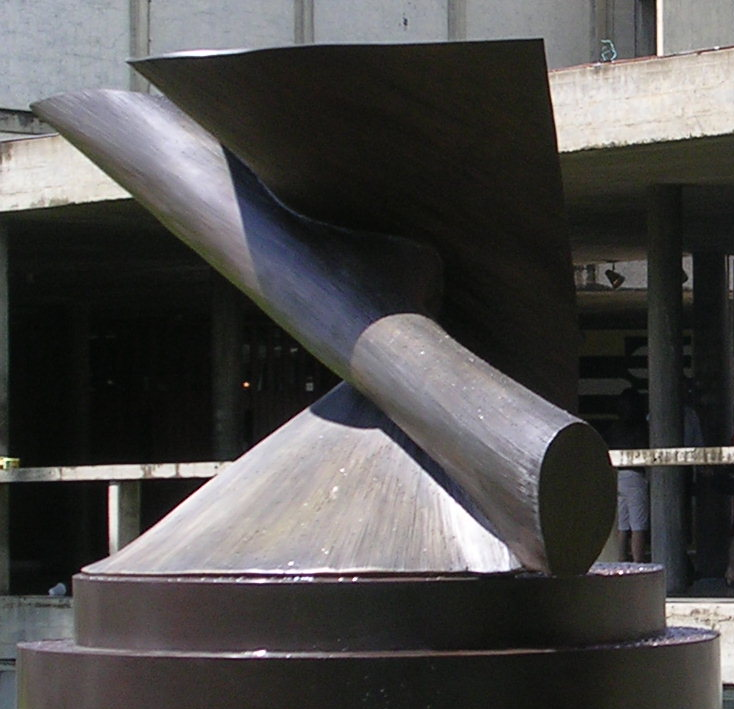
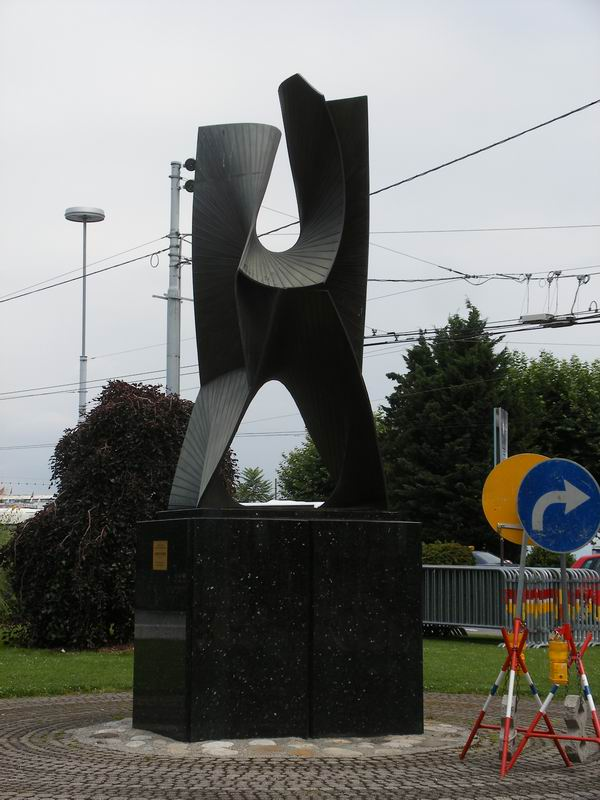
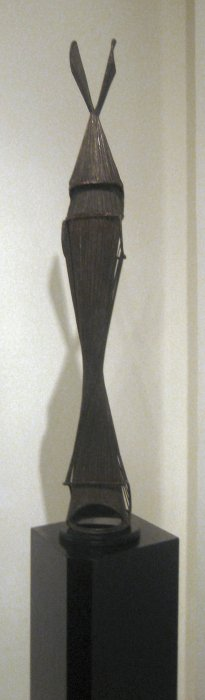